# Arbejdsgiverforening
En arbejdsgiverforening eller arbejdsgiverorganisation er en sammenslutning af virksomhedsejere – som modsætning til centralorganisationer, der er sammenslutninger af lønmodtagernes fagforbund.
Arbejdsgiverforeninger og centralorganisationer forhandler løn og arbejdsvilkår på det danske arbejdsmarked. Dermed skabes en overenskomst, som løber over et vist antal år – normalt to eller tre. Virksomheder, der er medlem af en arbejdsgiverforening forpligter sig til at følge disse aftaler – ligesom lønmodtagere følger denne.
Blandt de største arbejdsgiverforeninger i Danmark kan nævnes:
- Finanssektorens Arbejdsgiverforening (Virksomheder i den danske finanssektor)
- Dansk Arbejdsgiverforening (Hovedorganisation for en lang række arbejdsgiverorganisationer)
- Dansk Håndværk (Byggebranche, håndværk og træindustri, bl.a. murere, tømrere, snedkere, entreprenør, møbelpolstrere mm.)
- Dansk Industri (Forskellige brancher)
- TEKNIQ Arbejdsgiverne (el, vvs, metalområdet – industri, smede, )
- HTS-A Arbejdsgiver- og Erhvervsorganisationen (Transportområdet)
- Dansk Erhverv (handel, rådgivning, oplevelse, transport og service)
- Dansk Byggeri (murere, tømrere, snedkere m.m. indenfor byggefagene)